# Maroa (Venezuela)
Maroa é um município da Venezuela localizado no estado de Amazonas.
A capital do município é a cidade de Maroa.